# Kyle Murphy
Kyle Murphy (* 5. Oktober 1991 in Palo Alto) ist ein US-amerikanischer Radrennfahrer.

## Sportlicher Werdegang
Nachdem Murphy zuvor wenig in Erscheinung getreten war, wurde er zur Saison 2015 Mitglied im UCI Continental Team Lupus Racing. Noch im selben Jahr durfte er als Stagaire für das Team Caja Rural-Seguros RGA fahren. Er bekam jedoch keinen Anschlussvertrag und fuhr 2016 und 2017 für die Continental Teams Jamis und Cylance Cycling.
Zur Saison 2018 wurde Murphy Mitglied beim UCI ProTeam Rally Cycling. Immer wieder machte er durch vordere Platzierungen bei Rundfahrten auf sich aufmerksam, unter anderem mit Platz 6 bei der Tour of Utah 2019. Seine ersten Erfolge als Profi erzielte er in der Saison 2021, als er zwei Etappen der Portugal-Rundfahrt gewann. 2022 wurde er US-amerikanischer Meister im Straßenrennen.
Ungeachtet seiner Erfolge verließ Murphy zur Saison 2023 das Team und wurde Mitglied im US-amerikanischen Continental Team L39ION of Los Angeles.

## Erfolge
2021
- zwei Etappen Portugal-Rundfahrt

2022
- US-amerikanischer Meister – Straßenrennen